# Olde English Bulldogge
Olde English Bulldogge è una razza canina molossoide di tipo dogue selezionata dall'allevatore David Leavitt negli anni settanta per ricreare la forma arcaica del bulldog, l'estinto Old English Bulldog. La razza non è riconosciuta dalla FCI. 
La selezione è stata operata su cani di razza Bulldog americano, American Pit Bull Terrier e Golden retriever.